# Обарски, Карстен
Карстен Обарски (нем. Karsten Obarski; род. 11 мая 1965) — немецкий композитор и разработчик, известный прежде всего благодаря Ultimate Soundtracker, трекеру, задавшему музыкальный стандарт на Amiga и многих других платформах.

## Биография
Склонность к компьютерному творчеству проявил в 1981-м году, когда одолжил у дяди своего друга компьютер Commodore Pet 2001 и начал делать простые игры на бейсике. Потом получил на Рождество в подарок Commodore VC20, который через некоторое время был заменён на Commodore 64, на котором Карстен начал учиться программировать на машинных кодах и ассемблере.
На протяжении многих лет писал музыку на синтезаторах, которые были подключены по MIDI к Commodore 64.
Для сочинения музыки к «кодинг-экспериментам» использовал Soundmonitor (музыкальный редактор, использующий вертикальную запись данных, как ныне в трекерах) Криса Хюльсбека, а для синтезаторов использовал C-Lab Scoretrack.
После очередной поломки C64 в 1987-м году приобрёл Amiga 1000. Тогда Карстен уже работал в немецкой студии разработки игр Rainbow Arts.
Идея создания Soundtracker’а пришла ему, когда его друг, приобретший амигу на полгода ранее, попросил написать музыку для игры. В то время в играх использовались очень длинные закольцованные записи, которые занимали много памяти, и Карстен решил использовать короткие семплы как инструменты. Он записал несколько звуков с Yamaha DX21 и запрограммировал первый звуковой движок.
Первая версия SoundTracker’а была закончена в декабре 1987-года, спустя 10 месяцев после покупки Amiga 1000.
Первой игрой, которая использовала движок трекера, стал клон арканоида «Amegas» его друга.
Вскоре права на программу были проданы компании EAS за несколько долларов. Программа не стала коммерчески успешной, так как сильно отличалась от других решений на рынке, но сильно приглянулась в демосценерских кругах, вследствие чего быстро стали появляться клоны.
После Soundtracker Карстен написал программу Synthpack, которая использовала цифровой звук для перкуссии, а для мелодии в реальном времени синтезировала звук. Использовался редактор в играх Dyter-07 и Rotator.

## Игрография
| Игра                      | Год выпуска | Платформа       |
| ------------------------- | ----------- | --------------- |
| Amegas                    | 1987        | Amiga           |
| Rallye Master             | 1987        | Amiga           |
| Future Tank               | 1988        | Amiga           |
| Detector                  | 1988        | Amiga           |
| Crystal Hammer            | 1988        | Amiga           |
| Sarcophaser               | 1988        | Amiga           |
| Black Gold (Oil Imperium) | 1989        | Amiga, C64      |
| Legend of Faerghail       | 1990        | Amiga, C64      |
| Dyter-07                  | 1990        | Amiga, Atari ST |
| Fate: Gates of Dawn       | 1991        | Amiga           |
| Rotator                   | 1991        | Amiga           |
| Centerbase                | 1992        | Amiga           |